# Fermentación láctica

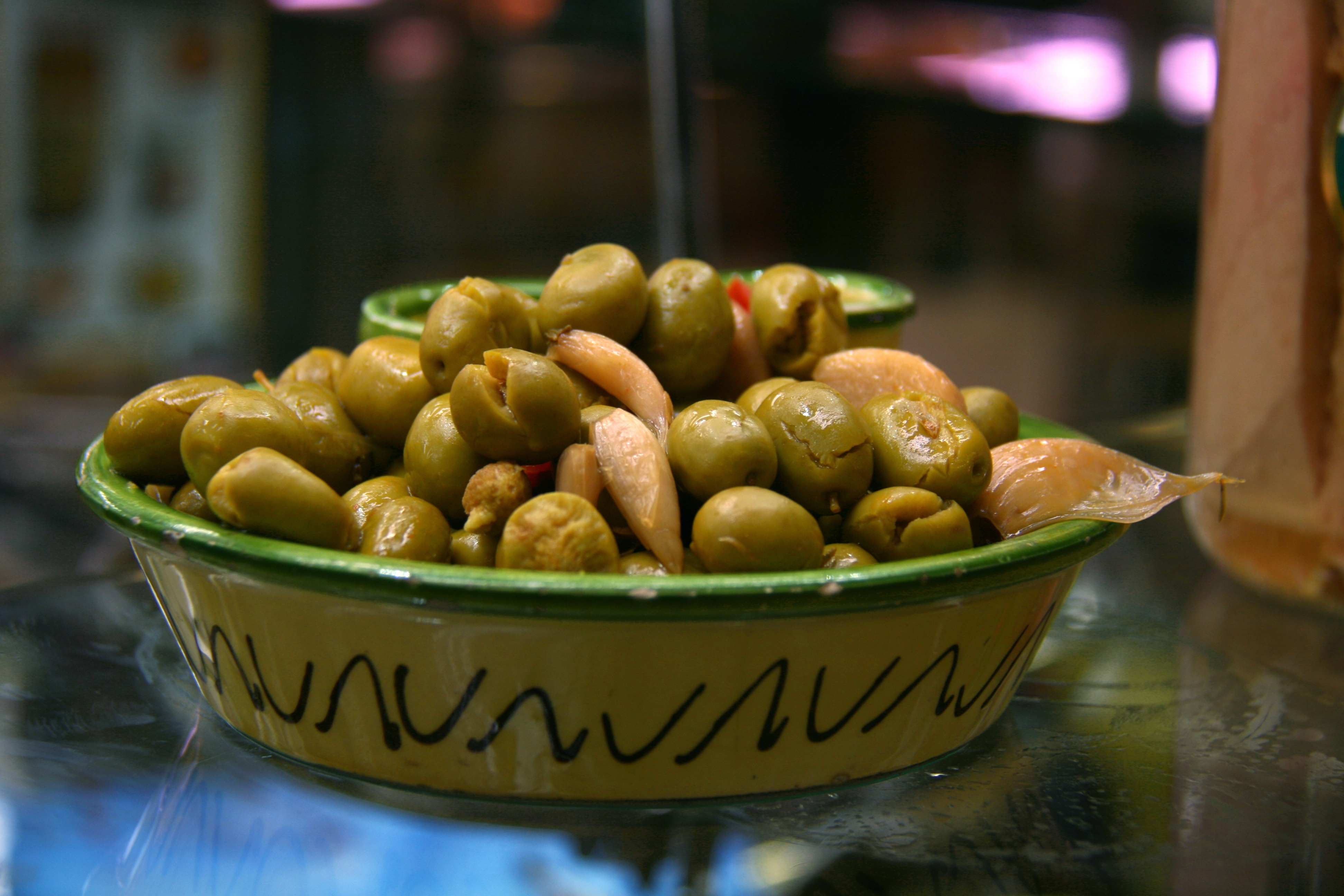
Las aceitunas como aperitivo son uno de los alimentos fermentados lácticamente, precursores más populares de cocina mediterránea.

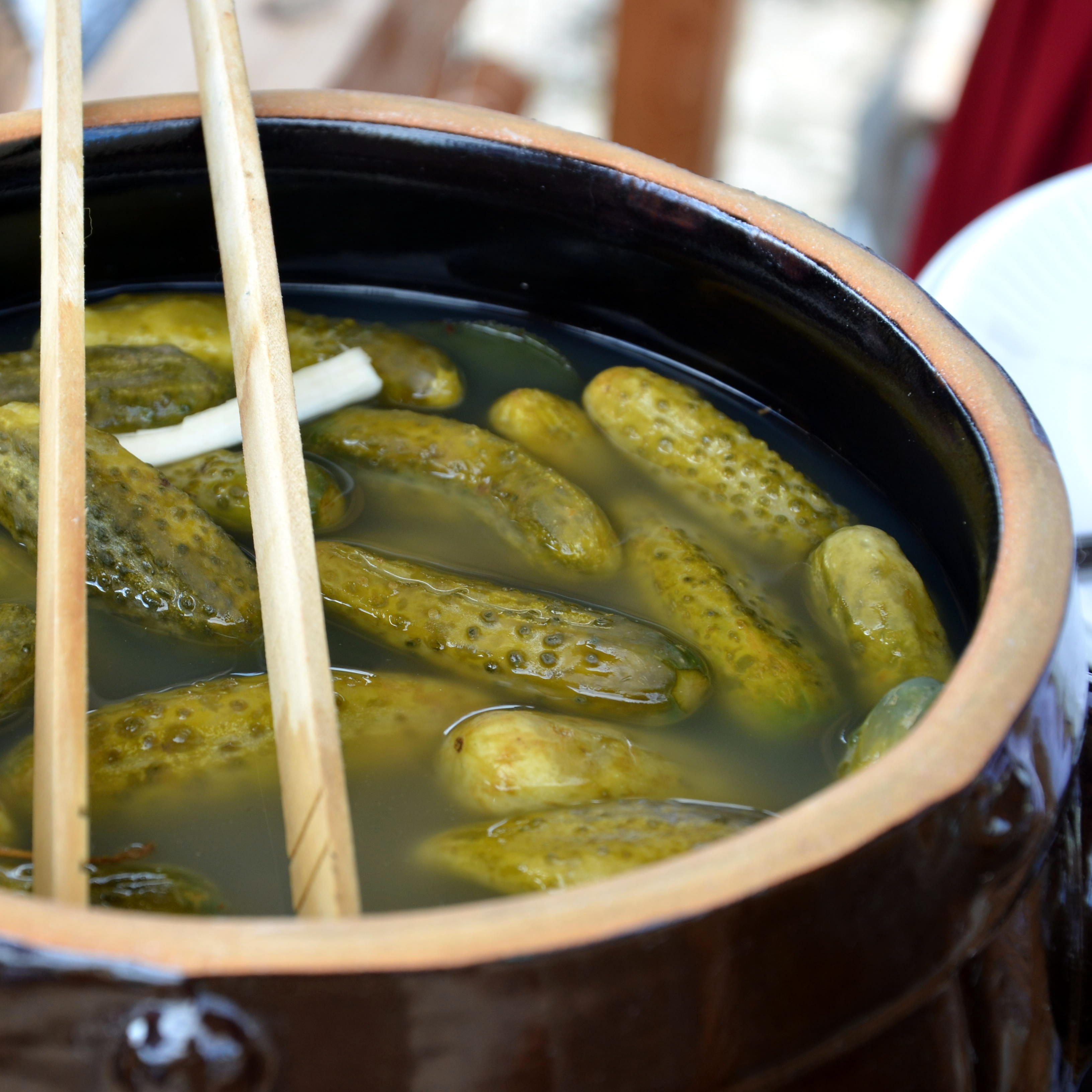
Los pepinillos son uno de los productos habituales.

La fermentación láctica es un proceso biológico en el que azúcares (como la glucosa, galactosa, lactosa y fructosa) se transforman en ácido láctico. Es una  ruta metabólica anaeróbica que ocurre en la matriz citoplásmica de la célula, en la cual se fermenta el azúcar (se oxida)para obtener energía metabólica y produciendo principalmente ácido láctico como desecho,ya sea puramente (fermentación homoláctica) o junto a otros ácidos (fermentación heteroláctica).  La presencia de ácido láctico en los alimentos, así como la ausencia de los azúcares que consume, provoca la desactivación de los procesos de descomposición, y por lo tanto la fermentación láctica es tradicionalmente empleada como un método de conservación de alimentos. Las bacterias capaces de promover este proceso biológico se denominan bacterias lácticas.
La fermentación láctica también se verifica en el tejido muscular cuando, a causa de una intensa actividad motora anaeróbica, no se produce una aportación adecuada de oxígeno que permita el desarrollo de la respiración aeróbica. Cuando el ácido láctico se acumula en las células musculares produce síntomas asociados con la fatiga muscular. Algunas células, como son los eritrocitos, carecen de mitocondrias de manera que se ven obligadas a obtener energía por medio de la fermentación láctica; por el contrario, el parénquima muere rápidamente ya que no fermenta, y su única fuente de energía es la respiración aeróbica.
Entre los alimentos que se ven sometidos a este proceso de fermentación láctica se encuentran las verduras frescas tales como la col (chucrut alemán, o el kimchi coreano), los encurtidos de verduras y hortalizas (pepinillos), las olivas (aceitunas), las leches fermentadas (yogures y quesos), el vino (durante el añejamiento), algunas carnes embutidas como el salami, los panes de masa madre y los productos sucedáneos que se elaboran sin trigo o cebada (el idli indio o el puto de Filipinas), las mezclas de cereal y leche (el kishk egipcio o el trahanas griego), los yogures fermentados de cereales (el ogi nigeriano, o el uji de Kenia), las verduras ricas en proteínas que son sucedáneos de la carne (el tempeh indonesio), las salsas y pastas producidas por fermentación láctica de cereales y legumbres (el miso japonés, la salsa de soja china), las mezclas de gambas y cereal (el Balao-Balao y el buron dalag de filipinas).

## Historia

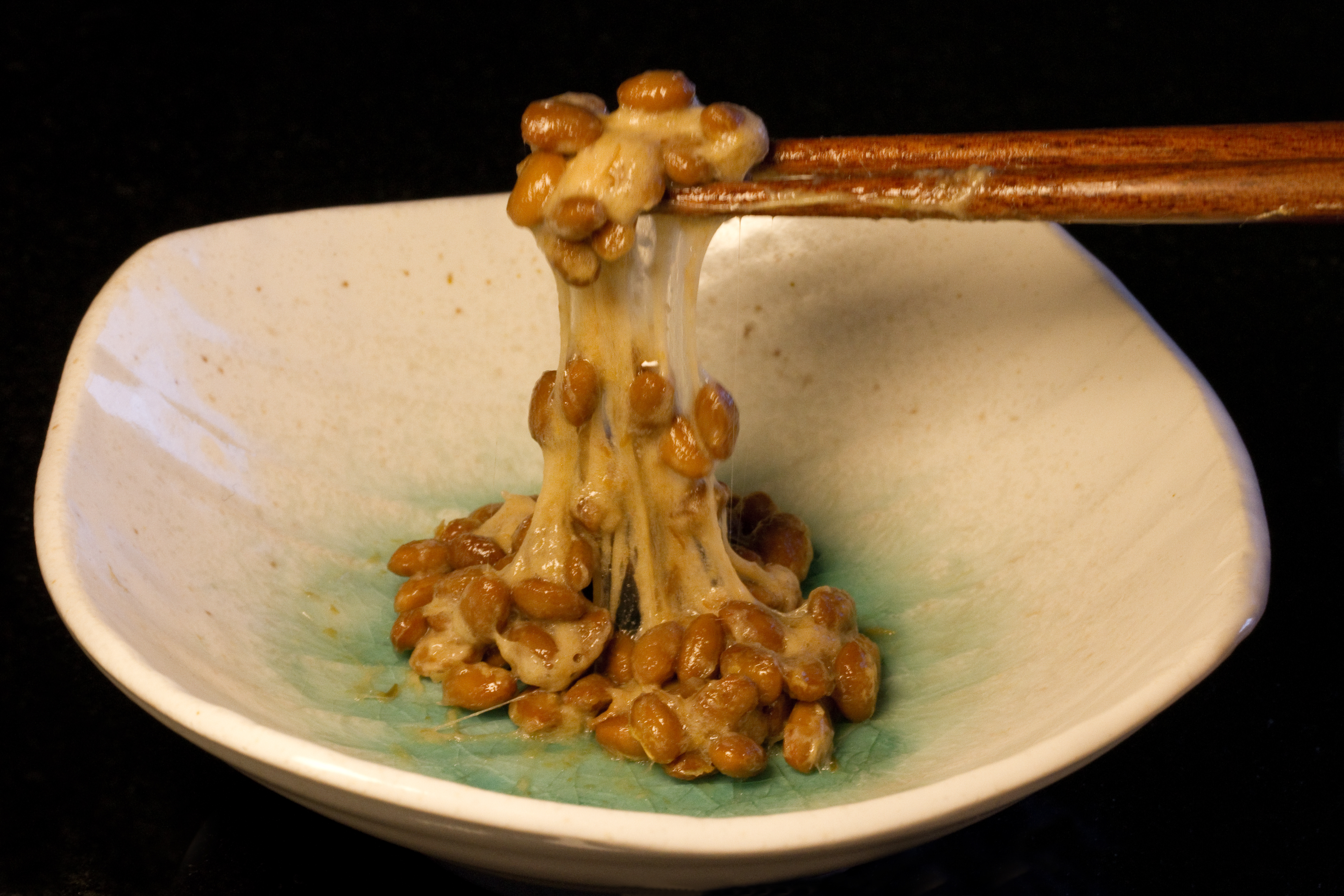
Unas judías rojas fermentadas (Nattō) mediante la actividad de la bacteria bacillus subtilis. Esta fermentación es muy popular en la cocina japonesa tradicional, que se emplea como acompañamiento en numerosas preparaciones.

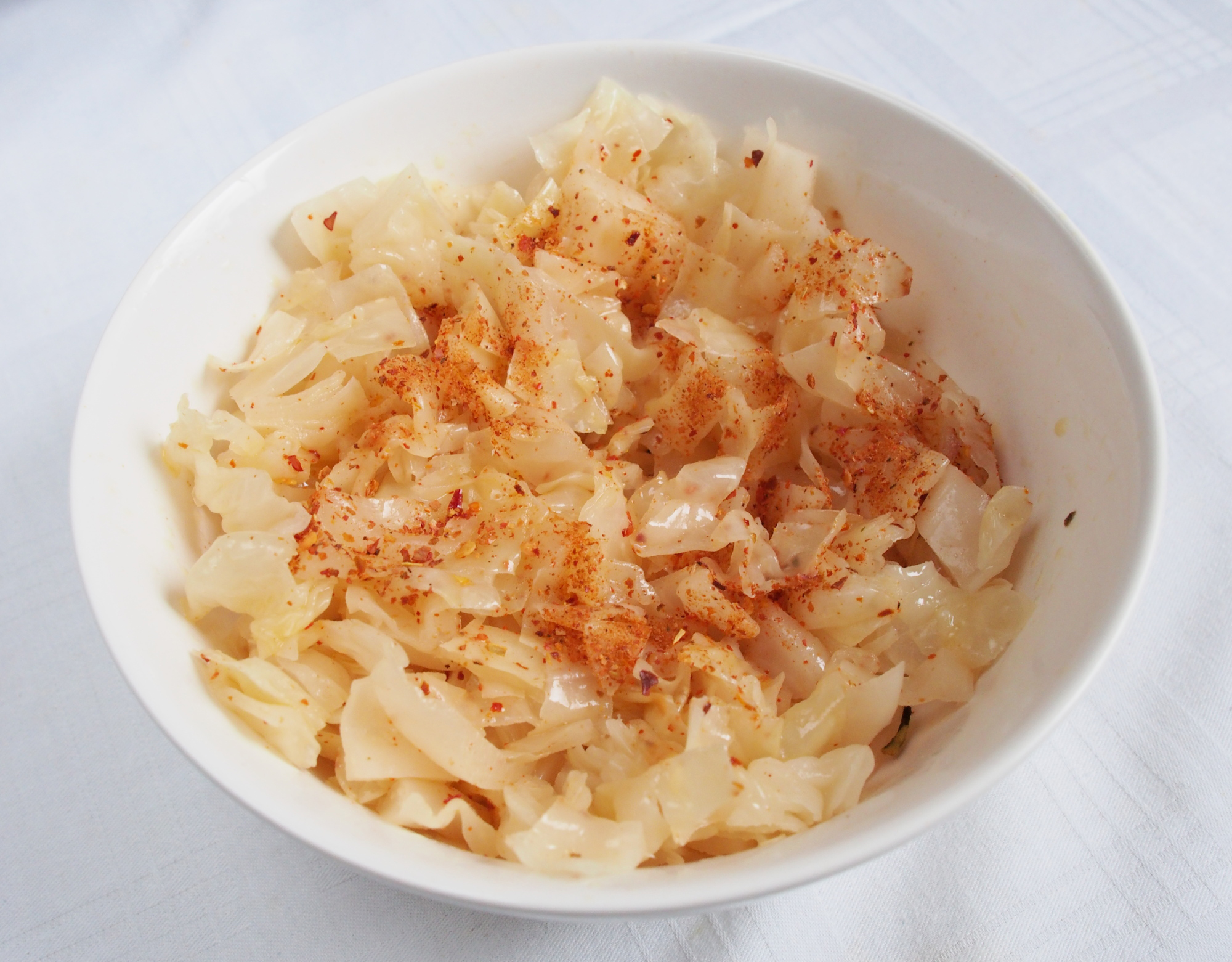
La fermentación de la col salvó la vida de muchos marineros, evitando la aparición del escorbuto.

El ácido láctico (conocido como ácido 2-hidroxi-propanoico) formó parte de las primeras investigaciones de la historia de la química orgánica al ser una molécula de relativa sencillez: C3H6O3. Lo identifica el químico sueco Carl Wilhelm Scheele en 1780 a partir de la leche agria. Su abundancia en la naturaleza es debida principalmente a la frecuencia del proceso biológico que afecta a la leche, a la fermentación de frutas y verduras, así como a los embutidos. Es precisamente la espontaneidad de este proceso biológico el que hace pensar que la fermentación láctica haya acompañado al hombre desde tiempos prehistóricos. Pudiendo existir el proceso incluso en las primeras etapas de la vida en la tierra. Los procesos de fermentación en general han acompañado los procesos de alimentación en la historia de la humanidad.
En occidente durante el periodo del imperio romano se fermentaban salsas de pescado, existiendo cuatro tipos: garum, liquamen, allec, y muria. El garum era una fermentación láctica a la que se le añadían carbohidratos. En las cocinas asiáticas se han empleado frecuentemente las fermentaciones lácticas en el procesado de alimentos desde tiempos prehistóricos. En la cocina china tradicional el empleo de los productos lácteos fermentados, denominados "Lao" ha jugado un papel importante en los pueblos nómadas Han del norte de China. Las fermentaciones lácticas han supuesto ser un avance a las tribus nómadas de diversas partes de la tierra, proporcionan una forma de conservar y de mantener un alimento durante periodos de tiempos largos. En el imperio mongol, durante el siglo XII, surge el koumiss como una fermentación láctea ideal para la alimentación de los guerreros a caballo. Se introducía leche de cualquier animal en un pellejo de cuero, y la fermentación proporcionaba un líquido que permanecía inalterable durante semanas.
La fermentación de las coles provocó que en la Edad Media los barcos marineros de Europa del Norte disminuyeran la aparición de casos de escorbuto. El escorbuto es una enfermedad de avitaminosis provocada por una carencia de vitamina C, vitamina que podría ingerirse en la col fermentada que se podía mantener comestible largos meses en las bodegas de los barcos. El viajero James Cook  empleó la col fermentada como alimento en todas sus expediciones. Previamente el escritor romano Columela menciona en su obra Re Rustica la capacidad de conservar las coles en una salmuera durante largos periodos de tiempo. El proceso de fermentación no se comprendía, se ejecutaba mediante un ritual a ciertos alimentos. No fue hasta mediados del siglo XIX cuando comienza a entenderse que es un proceso biológico.
Una de las primeras aplicaciones industriales fue el empleo del ácido láctico como agente blanqueante de los tejidos en la primitiva industria textil preindustrial. El químico francés Louis Joseph Gay-Lussac en colaboración con Théophile-Jules Pelouze desarrollan investigaciones con remolacha fermentada en a que obtiene ácido láctico. En 1808, Jöns Jacob Berzelius descubrió que se libera ácido láctico en los músculos al realizar esfuerzos físicos intensos. En 1856 Louis Pasteur descubrió el lactobacillus y su rol en la producción de ácido láctico, la pista le fue proporcionada por el físico Jean Baptiste Biot. Fue a partir de este descubrimiento de Pasteur cuando se comienza a comprender los procesos de la fermentación. El ácido láctico comienza a ser producido comercialmente por la compañía alemana Boehringer Ingelheim en 1895. La producción de ácido láctico se realiza gracias a la actividad de una bacteria que se denomina bacterium lactis. Estas bacterias se diferenciaban de las levaduras responsables de la fermentación alcohólica del vino.
Es precisamente el biólogo Joseph Lister quien comienza a investigar sobre las bacterias responsables de la fermentación láctica con el objeto de comprender el proceso desde u punto de vista biológico. En 1950 una empresa japonesa comenzó a producir ácido láctido de forma artificial sin mediar la fermentación. Los mecanismos de la glucólisis se conocen desde 1940, incluyendo las variantes finales de fermentación alcohólica y láctica.

## Consideraciones generales

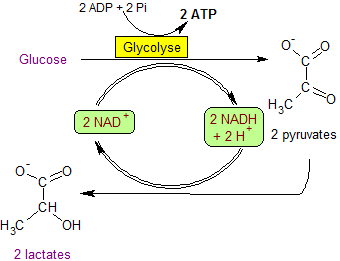
Esquema de la fermentación láctica.

La fermentación es producida generalmente por bacterias en ausencia del aire (entorno anaeróbico), que actúan sobre los azúcares contenidos en las plantas y en sus frutos, o semillas. La fermentación láctica tiene la característica de producirse igualmente en los tejidos animales en condiciones anaeróbicas. La fermentación es un proceso metabólico en las bacterias que tiene como objeto lograr energía procedente de ciertas moléculas: generalmente azúcares. La energía obtenida en las células procedente de la fermentación se almacena en moléculas como el ATP (adenosín trifosfato), que se forma al romperse un enlace de alta energía de la glucosa y que almacena en los enlaces del ATP la energía liberada.
La fermentación anaeróbica, en todos los casos posibles, comienza con una primera fase con una glucólisis que posee una ruta metabólica como la ruta de Entner-Doudoroff. La glucólisis genera como resultante piruvato (sales del ácido pirúvico). El piruvato obtenido puede ser degradado por distintas vías anaerobias que llevan a la formación de compuestos característicos que definen los distintos tipos de fermentaciones. Existen dos tipos de fermentaciones lácticas, dependiendo del producto final:
- Fermentación homoláctica- El proceso fermentativo en que su producto final solo es ácido láctico. Técnicamente consiste en la transformación de piruvato en lactato en una sola etapa. Ocurre principalmente en los tejidos animales, en algunas variedades de hongos y en bacterias del ácido láctico de los géneros Streptococcus, Lactococcus, Pediococcus y algunas especies de Lactobacillus. Estas bacterias se caracterizan como homofermentadoras.
- Fermentación heteroláctica - En este tipo de fermentación se produce ácido láctico y otros compuestos tales como ácidos acético y fórmico (Bifidobacterium), dióxido de carbono y etanol (Leuconostoc). Las bacterias son heterofermentadoras.

Existen fermentaciones como la maloláctica que, siguiendo un proceso natural, el ácido málico se convierte por degradación en ácido láctico. El ácido málico se encuentra en algunas frutas, tales como las manzanas, las uvas, etc. Este proceso ocurre en la maduración de los vinos tintos, así como en la elaboración de la sidra.

### Proceso
Por cada molécula de glucosa que se oxida mediante glucólisis dos moléculas de NAD son reducidas a NADH, y se obtienen dos piruvatos y dos moléculas de ATP. En los organismos fermentadores, dada la imposibilidad de utilizar el poder reductor generado en forma de NADH en la cadena transportadora de electrones, se recurre a la reducción de un sustrato endógeno (esto es, un producto del propio metabolismo), como forma de reciclar el NADH en NAD para permitir que la glucólisis continúe y se siga generando ATP.
En la fermentación láctica, el sustrato endógeno utilizado es el propio piruvato producto de la glucólisis, que se reduce a ácido láctico. El ácido láctico, dado que otorga acidez al medio, tiene excelentes propiedades conservantes de los alimentos.
- Glucólisis:

Glucosa (C6H12O6) + 2 ADP + 2 Pi + 2 NAD {\displaystyle {\ce {->}}} 2 Piruvato (C3H4O3) + 2 ATP + 2 NADH + 2 H+
- Reducción del piruvato a lactato:

2 Piruvato (C3H4O3) + 2 NADH + 2 H+ {\displaystyle {\ce {->}}} 2 Lactato (C3H6O3) + 2 NAD
La fermentación de un mol de glucosa genera dos moles de ácido láctico.

### Lacto-bacterias
Las lacto-bacterias o bacterias lácticas pertenecen al grupo gram positivo de bacterias, no son capaces de respirar oxígeno, incapaces de formar esporas, cocci o tubos. Carecen de citocromos y son incapaces de sintetizar porfirinas. Su característica principal es que producen ácido láctico cuando se encuentran en presencia de carbohidratos. Históricamente, las bacterias procedentes del género Lactobacillus, Leuconostoc, Pediococcus y Streptococcus, al que se añadiría Lactococcus, son las especies consideradas como lácticas. La mayoría de ellas son homo-fermentativas. Algunas otras han sido identificadas, pero poseen un rol menor en las fermentaciones lácticas.

## Fermentaciones lácticas específicas

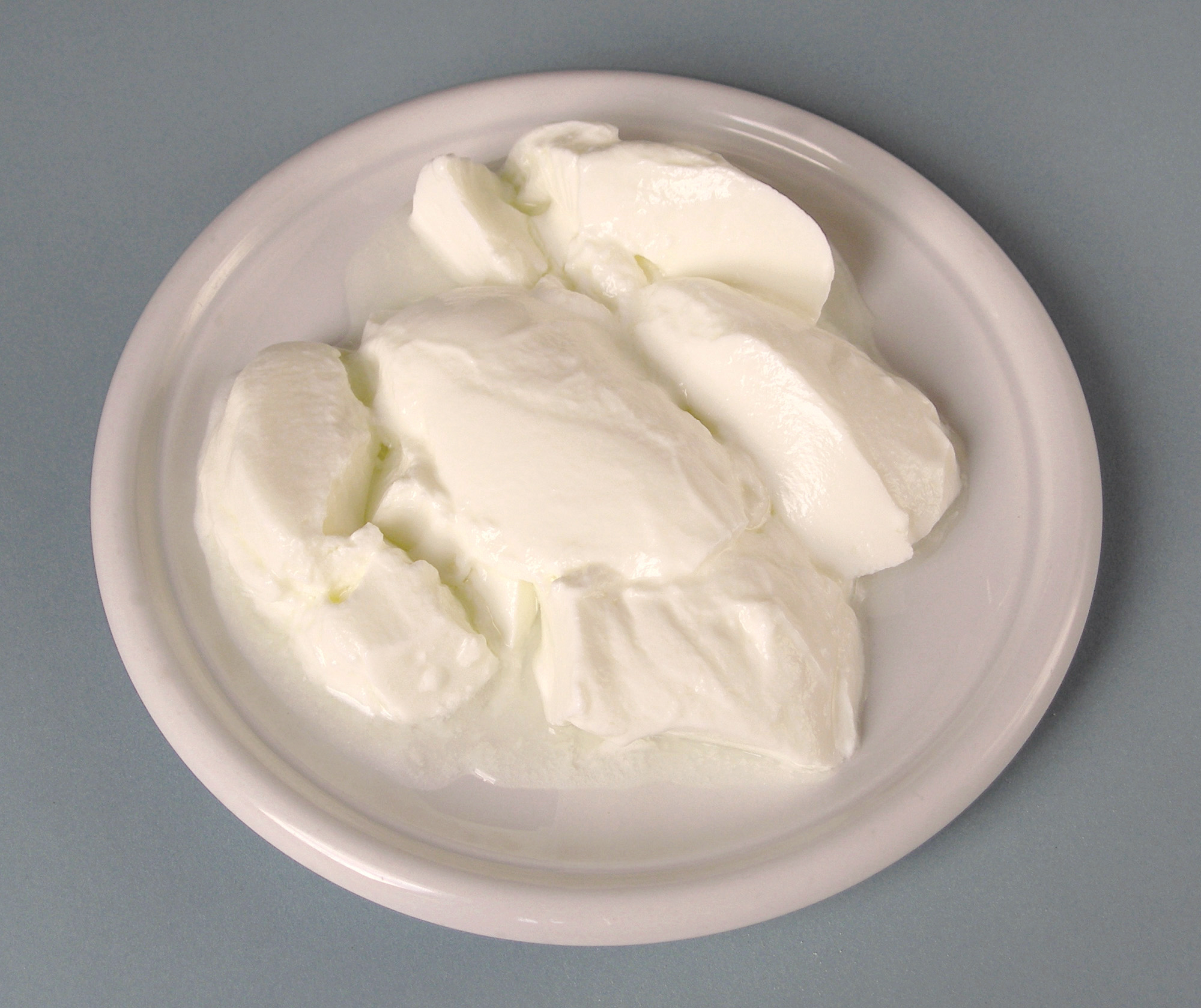
El yogur surge del proceso de la acidificación de la leche.

La mayoría de los tipos de fermentación láctica que se producen en la industria alimentaria se deben a la gran capacidad de conservación del ácido láctico, resultante de la fermentación. Se pueden encontrar tres grupos bien diferenciados en este proceso, por una parte las fermentaciones de la leche, la fermentación de hortalizas, y por último la de las legumbres y semillas. Este tipo de fermentaciones se ve favorecida por la adicción de sal, o incluso una salmuera (en concentraciones entre el 10% y el 20%). La introducción de la fermentación láctica en la industria alimenticia permite que el proceso sea ejecutado de tal forma que primero se pasteuriza y posteriormente se fermenta el alimento.
El proceso de pasteurización solo se puede hacer al final en algunos alimentos debido a las propiedades reológicas de los mismos, siendo más fácil de realizar en aquellos que pueden fluir. Con excepción de la leche y los quesos que suelen partir de leche ya pasteurizada a la que posteriormente se le inoculan los cultivos responsables de iniciar la fermentación. Las bacterias responsables de la fermentación láctica pueden ser diferentes en cada caso, y a menudo las fermentación es plural. Es decir, varios cultivos de bacterias pueden competir/colaborar en la generación final de ácido láctico como metabolito. A menudo se desarrolla la fermentación primaria y acaba desembocando las fermentaciones secundarias favorecidas por el pH.

### Fermentación de la leche
Gran parte de los productos fermentados de la leche se logran mediante este tipo de fermentación. El azúcar que interviene en la fermentación es la lactosa y aproximadamente un 30% es consumido durante el proceso. El proceso de fermentación de la leche es complejo e intervienen diversas teorías como la microbiología, la bioquímica, la enzimología, la química, y la física. La variación posible de fermentaciones permite que existan casi unas 400 denominaciones posibles de productos fermentados de la leche a lo largo de todo el mundo. Van desde los productos más tradicionales hasta los procedimientos más refinados de la industria alimentaria.
Un ejemplo de este tipo de fermentación es la acidificación de la leche. Ciertas bacterias (Lactobacillus, Streptococcus y Lactococcus), al desarrollarse en la leche utilizan la lactosa (azúcar de leche) como fuente de energía. La lactosa, al fermentar, produce energía que es aprovechada por las bacterias y el ácido láctico es eliminado. La coagulación de la leche (cuajada) resulta de la precipitación de las  proteínas de la leche, y ocurre por el descenso de pH (acidificación) debido a la presencia de ácido láctico. Este proceso es la base para la obtención del yogur. Ejemplos de esto último son el chucrut y el ensilado de granos para forraje.

### Fermentación láctica en hortalizas

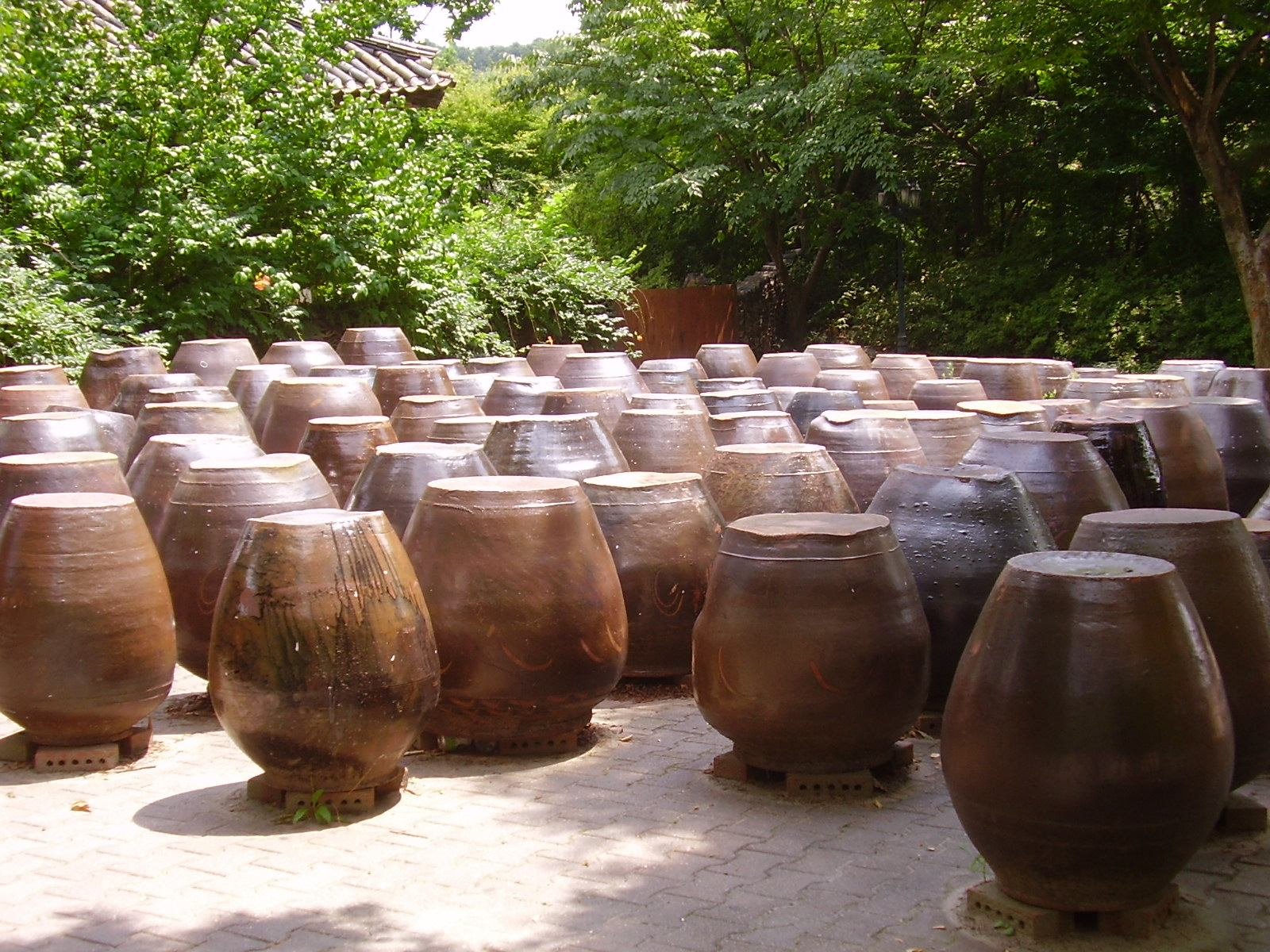
Recipientes de barro tradicionales donde se fermenta el kimchi coreano.

Las verduras pueden verse sometidas a fermentación láctica y suele realizarse a temperaturas entre los 16 y 35 °C. La temperatura es uno de los parámetros significativos de la fermentación láctica de las verduras. Se emplea sal en pequeñas proporciones con el objeto de frenar la evolución de bacterias que degradan, y no participan en el proceso fermentativo. La sal es importante en la fermentación láctica de las verduras, así como añadir un condimento que añada sabor al producto final. Si se añade mucha sal, las bacterias lácticas se ven impedidas en su proceso fermentativo, cambiando el perfil de las bacterias lácticas que trabajan en el proceso. La cantidad de sal añadida depende del tipo de verdura, por ejemplo las aceitunas y pepinos se encuentran entre un 5-8%, las coles un 2%, pero las hortalizas como las zanahorias y los ajos puede llegar a concentraciones de un 15-20 %. En México uno de los productos fermentados de este tipo es el jalapeño, aunque la mayoría de este producto comercializado no se ha sometido a fermentación sino a un proceso de marinado en vinagre.
En algunos casos se denomina proceso de encurtido. Algunas de las más populares dependen de la abundancia local debido a su cultivo, en el caso de la oliva popular en la zona mediterránea que se ve sometida a una fermentación láctica que acaba siendo la aceituna de mesa: variedades. La bacteria responsable de la fermentación láctica de las olivas de mesa es la lactobacillus. Otras variedades encontradas son la lactobacillus plantarum y la lactobacillus pentosus encontradas en la mayoría de las fermentaciones investigadas. Las olivas fermentan en salmueras que están en concentraciones aproximadas del 8% de concentración.
El caso más popular en los países de Europa y parte de Estados Unidos es la fermentación de la col o repollo (brassica olereacea L. var. capitata) que se denomina sauerkraut (chucrut). Esta verdura se suele preparar quitándole el núcleo duro de su interior, tras haber sido cortada fina, y mezclada con sal (en concentración de aproximadamente un 2% en peso) fermenta lácticamente en un recipiente cerrado sin contacto con el aire y la luz. El objetivo de la sal es que, mediante el efecto osmótico, se extraiga el agua de los tejidos. La fermentación se realiza mediante bacterias hetero-lácticas fermentativas:
En la cocina asiática es la col china que participa en el kimchi coreano. En el terreno de los chiles (pimiento).  En la cocina magrebí del norte de África se suele emplear como condimento de diversos platos los limones encurtidos. Este tipo de ingrediente se suele encontrar en la cocina marroquí.

### Fermentación láctica de legumbres
Las legumbres, al igual que los cereales, han formado parte de la alimentación humana desde periodos neolíticos. Siendo además, en época moderna, un ingrediente primordial en las dietas vegetarianas debido a su contenido proteico. Debido a que el empleo de cereales refleja dietas deficitarias en lisina (un aminoácido esencial) su asociación con las legumbres y la preparación de éstas en la gastronomía, combinada con los cereales, además de las ventajas de orden nutricional, poporciona un sensato mariaje que viene realizándose desde tiempos antiguos en todo el mundo. La soja (Glycine max de la familia de las leguminosas) se fermenta tradicionalmente en algunos países asiáticos, de esta forma se obtienen pastas fermentadas como es el caso del miso que se elaboran mediante fermentación de granos de soja en una salmuera con concentraciones por debajo del 10% hasta que la mezcla es ácida. El miso se emplea en sopas, en la preparaciones de tortas como el okonomiyaki.  La judía negra fermentada (conocida como douchi) es uno de los precursores de la salsa de soja. Tempeh. Algunas algas se ve sometidas a fermentación láctica, tal es el caso del kombu.
El sumbala es una semilla típica de cocina de África occidental. Igual que el kenkey. Algunas fermentaciones alcohólicas, como es el caso de las semillas de cacao (Theobroma cacao L.), poseen además fermentación láctica que proporcionan un sabor especial.
La fermentación láctica de cereales mejora la calidad de los alimentos mediante la mejora de su sabor, así como de sus propiedades nutricionales, eliminando algunas de las propiedades tóxicas de sus productos.

### Fermentación láctica en carnes y pescados

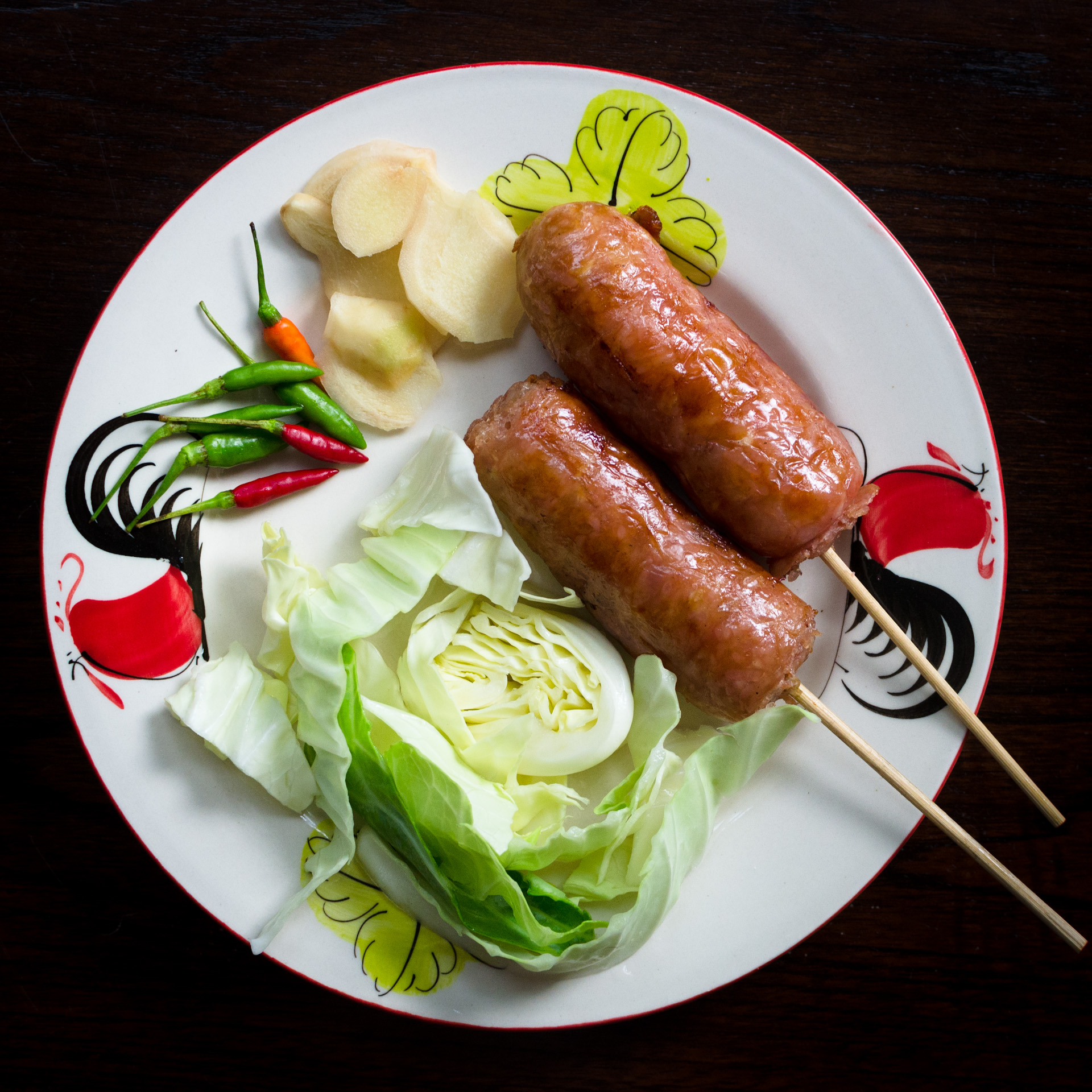
Algunos embutidos sufren fermentación láctica con el objeto de recibir un conjunto de sabores agradables.

Los microorganismos empleados en la fermentación de la carne consisten en un grupo de bacterias ácido-lácticas (Lactobacillus, Pediococcus) con la colaboración de Micrococcaceae (Staphylococcus, Micrococcus), Streptomyces, Debaryomyces y Penicillium. Estos microorganismos (las bacterias lácticas), mediante una actividad anaeróbica convierten el glucógeno de los tejidos muertos en el ácido láctico (glucólisis post-mortem). La cantidad de glucógeno depende de la calidad, y tipo de tejido, antes de la muerte del animal. Este fenómeno se ve interrumpido por enzimas, de tal forma, que la glucólisis post mortem no se finaliza. La industria cárnica emplea mezclas de cultivos comerciales, una de las más conocidas es duplofermente 66. Estas mezclas se inoculan en la fase de secado mediante sal en la elaboración industrial de algunos embutidos: por regla general salchichas. Algunos métodos de conservación aplicados a las carnes promueven la aparición de bacterias lácticas, es por esta razón por la que se vigila la inclusión mínima posible de sal en este tipo de alimentos. De esta forma algunos embutidos de alto consumo en países como es el chorizo y el fuet en España sufren durante la fase de maduración una fermentación láctica. Similar ocurre con el salami y la sopressatta en Italia. Estas fermentaciones producen un sabor y aroma complejo, proporcionando además una resistencia a la putrefacción (conservación del alimento).
Desde el garum y la salsamenta romana la fermentación de pescados y moluscos suele estar acompañada de alimentos de carbohidratos como suele ser el arroz (caso de Asia). El sushi comenzó así en su historia. En el que se fermentaba el pescado con arroz haciendo que se enmoheciese mediante el Aspergillus oryzae.  En la cocina tahilandesa se encuentra el pla raa que se suele preparar con arroz. Algunas de las especies piscícolas que son susceptibles de ser fermentadas se encuentra el Puntius sarana.
En el caso del pescado lo habitual es que se encuentre bajo una mezcla, por ejemplo pescado/sal con el objeto de secar los tejidos favoreciendo el fermentado láctico. Otras mezclas posibles salsa de pescado/pasta, o incluso pescado/sal/carbohidratos.

## Preparaciones culinarias

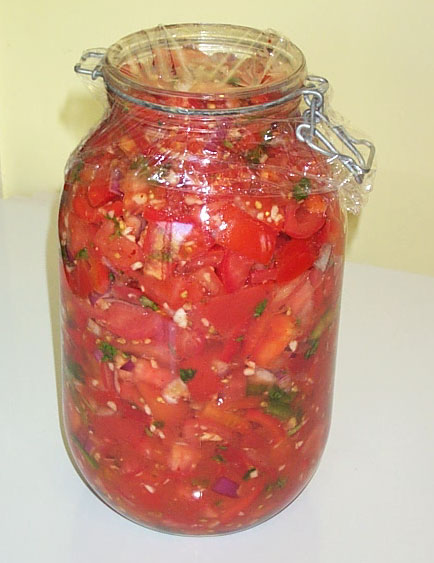

En la cocina mexicana se preparan algunas salsas fermentadas, algunas se comercializan como es el caso de la salsa tabasco elaborado con la fermentación láctica del chile tabasco. Similar proceso tiene el jalapeño que se encurte entero o en rodajas, pudiendo igualmente ser servido en puré como forma de salsa. Por otra parte, dentro de las salsas picantes ya fermentadas del sureste de Asia se tiene la popular sriracha, y entre las no picantes la salsa de soja (fermentación de una mezcla de granos de soja y trigo).
La soja se suele fermentar dando lugar una gran variedad de subproductos que entran dentro de los procesos culinarios. El tofu encurtido se elabora de muchas formas en la culinaria de China, tal es el caso del Lufu. Los encurtidos chinos participan en ensaladas, al igual que los mixed pickles (surtido de encurtidos) de la cocina de occidente y los encurtidos indios  (South Asian Pickles). Igualmente los relish que sirven de acompañamiento, y que son preparaciones pre-fermentadas. Dentro de esta misma categoría se encuentran las salsas barbacoa caseras que se emplean en los asados por su aporte ácido.
En la elaboración de pan se suelen emplear masas madre (denominadas sourdough en inglés) que realizan una fermentación láctica previamente, lo que confiere al pan un sabor ácido especial. Principalmente debido a la actividad del cultivo Lactobacillus sanfranciscensis.
En la cocina india usa el Idli que es un desayuno preparado con lentejas negras fermentadas servidas con arroz. Dentro del mundo de los condimentos en el oeste de la India son populares los chutney como fermentaciones lácticas de frutas y verduras, .